# 小行星132524

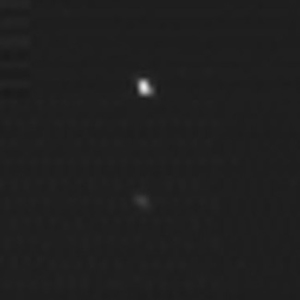
圖中的兩個點是新視野號在2006年6月11日（下圖，距離336萬公里）和6月12日（上圖，距離134萬公里）拍攝的。

小行星132524（132524 APL）是一顆直徑大約2.5公里的小行星，新視野號太空船在2006年6月13日04：05（世界時）由大約101,867公里外飛越，得到最佳的直徑估計值是2.3公里，並觀測到光譜是S-型。阿蘭·斯特恩，新視野號的首席研究員，因為太空船的飛越而將這顆小行星命名為APL（约翰·霍普金斯大学應用物理實驗室）。

## 外部連結
- The orbit of 2002 JF56 （页面存档备份，存于） - NASA